# 天星蕨
天星蕨（学名：Christensenia aesculifolia）为天星蕨科天星蕨属下的一个种。